# Deux Terres
Pour les articles homonymes, voir Les Deux Terres.
Dans l'histoire égyptienne, « Deux Terres » (Tȝ.wy) était l'expression utilisée par les anciens Égyptiens pour désigner l'Égypte antique, qu'ils considéraient — dans leur pensée politique et religieuse — comme deux terres distinctes mais étroitement liées, la Haute-Égypte et la Basse-Égypte ; Tawy en égyptien ancien était la dernière étape de l'Égypte préhistorique et précédait directement l'unification du royaume sous l'autorité d'un seul roi depuis Narmer (Ire dynastie).

## Dualités dans l'unité
La conception de l'Égypte comme les Deux Terres était un exemple du dualisme dans la culture égyptienne antique et apparaissait fréquemment dans les textes et les images, y compris dans les titres des pharaons égyptiens.
Le titre égyptien zmꜣ - tꜣwj (prononciation égyptologique sema-tawy) est généralement traduit par « unificateur des Deux Terres » et a été représenté comme une trachée humaine entrelacée avec le papyrus et la plante de lys. La trachée représentait l'unification, tandis que le papyrus et la plante de lys représentaient la Haute et la Basse-Égypte.
Les titres standard du pharaon incluaient le prénom, littéralement « Du carex et de l'abeille » (nswt-bjtj, les symboles de la Haute et de la Basse-Égypte), et « seigneur des Deux Terres » (écrit nb-tꜣwj ). Les reines régnantes étaient traitées comme des pharaons et des hommes. L'épouse du roi utilisait une version féminine du deuxième titre, « dame des deux terres » (Nbt-Tȝ.wy), « maîtresse des deux terres entières » (Hnwt-Tȝ.wy-tm) et « maîtresse des deux terres » (hnwt-Tȝ.wy).

## Structure
L'Égypte antique était divisée en deux régions, la Haute et la Basse-Égypte. Au sud se trouvait la Haute-Égypte, s'étendant jusqu'à Assouan. Au nord se trouvait la Basse-Égypte, où le Nil s'étendait avec ses plusieurs branches pour former le delta du Nil. La terminologie « Supérieur » et « Inférieur » dérive du flux du Nil depuis les hautes terres de l'Afrique de l'Est vers le nord jusqu'à la mer Méditerranée.
L'Égypte antique est un « Don du Nil ». Dans cette bande de terre sur laquelle il ne pleut jamais, l'agriculture dépendait totalement de la crue annuelle du Nil, qui couvrait le fond de la vallée d'une couche précieuse de limon fertile. Protégé par les barrières naturelles des montagnes et des déserts, le système agricole égyptien se révéla si productif qu'il permit l'éclosion d'une civilisation extraordinairement stable. Les témoignages archéologiques dont nous disposons permettent d'avancer que l'agriculture s'est développée dans cette région dès 5000 avant notre ère, donnant naissance à de petites communautés rurales qui fusionnèrent peu à peu pour former les deux royaumes séparés de Haute et Basse Égypte.
Les deux royaumes de Haute et Basse-Égypte étaient unis vers 3000 avant notre ère, mais chacun a conservé ses propres insignes : le hedjet ou couronne blanche pour la Haute-Égypte et le decheret ou couronne rouge pour la Basse-Égypte. Ainsi, les rois étaient connus comme les souverains des Deux Terres, et portaient le pschent, une double couronne, chaque moitié représentant la souveraineté d'un des royaumes. La tradition égyptienne antique attribuait à Ménès — que l'on croit maintenant être le même que Narmer — le rôle du roi qui a uni la Haute et la Basse-Égypte. Sur la palette de Narmer, le roi est représenté portant la couronne rouge dans une scène et la couronne blanche dans une autre, montrant ainsi sa domination sur les deux terres. 
Vers 2700 avant notre ère, la pyramide à degrés en pierre massive s'impose pour rendre hommage à Djéser-Nétérirkhet, premier pharaon de la IIIe dynastie, construite par Imhotep, son architecte royal, à qui l'on attribue l'invention de la construction en pierre. 
Un millénaire plus tard, vers 1800 av. J.-C., se forme le Royaume de Koush, une alliance des peuples nubiens de la haute vallée du Nil. Ce processus d'unification de peuples et des nations ouvre la voie à d'autres unifications durables autour de la Méditerranée.

## Sema-tawyet symbolisme
| Sma |

| Sma |

| HA |

| HA |

| HDt |

| HDt |

| N |

| N |

| G14 · V30 |

| G14 · V30 |

| I13 |

| I13 |

| sw |

| sw |

| bit |

| bit |

Le Pschent, la double couronne d'Égypte.

L'union de la Haute et de la Basse-Égypte est représentée par des papyrus noués et des roseaux. Le motif de liaison représente à la fois l'harmonie par la liaison et la domination par le confinement. Parfois, la dualité est encore étendue en faisant en sorte que les plantes nouées s'étendent et lient également les ennemis étrangers (à la fois du Nord et du Sud).
L'union des Deux Terres est représentée par une série de symboles duaux donnant au roi sa légitimité sur le Sud comme sur le Nord :
- les plantes héraldiques de Haute et de Basse-Égypte, le lotus et le papyrus ;
- le Pschent, double couronne qui associe la couronne blanche oblongue Hedjet, de l'ancien royaume du Sud (Haute-Égypte) et la couronne rouge Decheret, plate à fond relevé, de l'ancien royaume du Nord (Basse-Égypte).
- dans la titulature des pharaons :
  - le nom de Nebty place le roi sous la protection des deux déesses, le vautour blanc de Haute-Égypte Nekhbet (Nḫb.t) et Ouadjet (Wȝḏy.t), le cobra de Basse-Égypte[5].
  - le nom de Nesout-bity signifie « Celui qui appartient (n(j)) au jonc (swt) et à l'abeille (bjtj) », les symboles respectifs de Haute et de Basse-Égypte ; il est donc traduit par « Roi de Haute et de Basse-Égypte ».

Il existe de nombreuses représentations des unifications rituelles des Deux Terres. On ne sait pas s'il s'agissait peut-être d'un rite qui aurait été édicté au début d'un règne, ou simplement d'une représentation symbolique. De nombreuses représentations de l'unification montrent deux dieux liant les plantes. Souvent les dieux sont Horus et Seth, ou occasionnellement Horus et Thot. Il existe plusieurs exemples de barques des règnes d'Amenhotep III (Hermopolis), Taharqa (Gebel Barkal) et Atlanersa (Gebel Barkal) qui montrent deux dieux fluviaux exécutant le rite. Cela correspond à une scène du grand temple d'Abou Simbel de Ramsès II.
Le symbole du Sud précède toujours celui du Nord. Il ne faut pas y voir une notion de domination, mais plutôt un ordre naturel dicté par les flots sacrés du Nil.
Panebtaouy est un dieu dont le nom signifie « le Maître des Deux Terres ».
Il n'y a qu'une poignée de scènes qui montrent le roi lui-même exécutant le rituel. Tous ces éléments proviennent de représentations de barques et datent des règnes d'Amenhotep III, Séthi Ier et Ramsès III. Ces deux derniers peuvent être des copies du premier. 

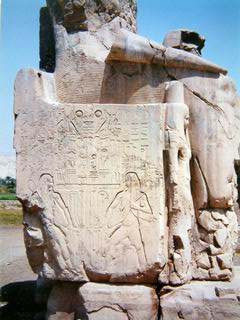
Le dieu du fleuve Hâpy unissant la Haute et la Basse-Égypte. Colosses de Memnon. Règne d'Amenhotep III.
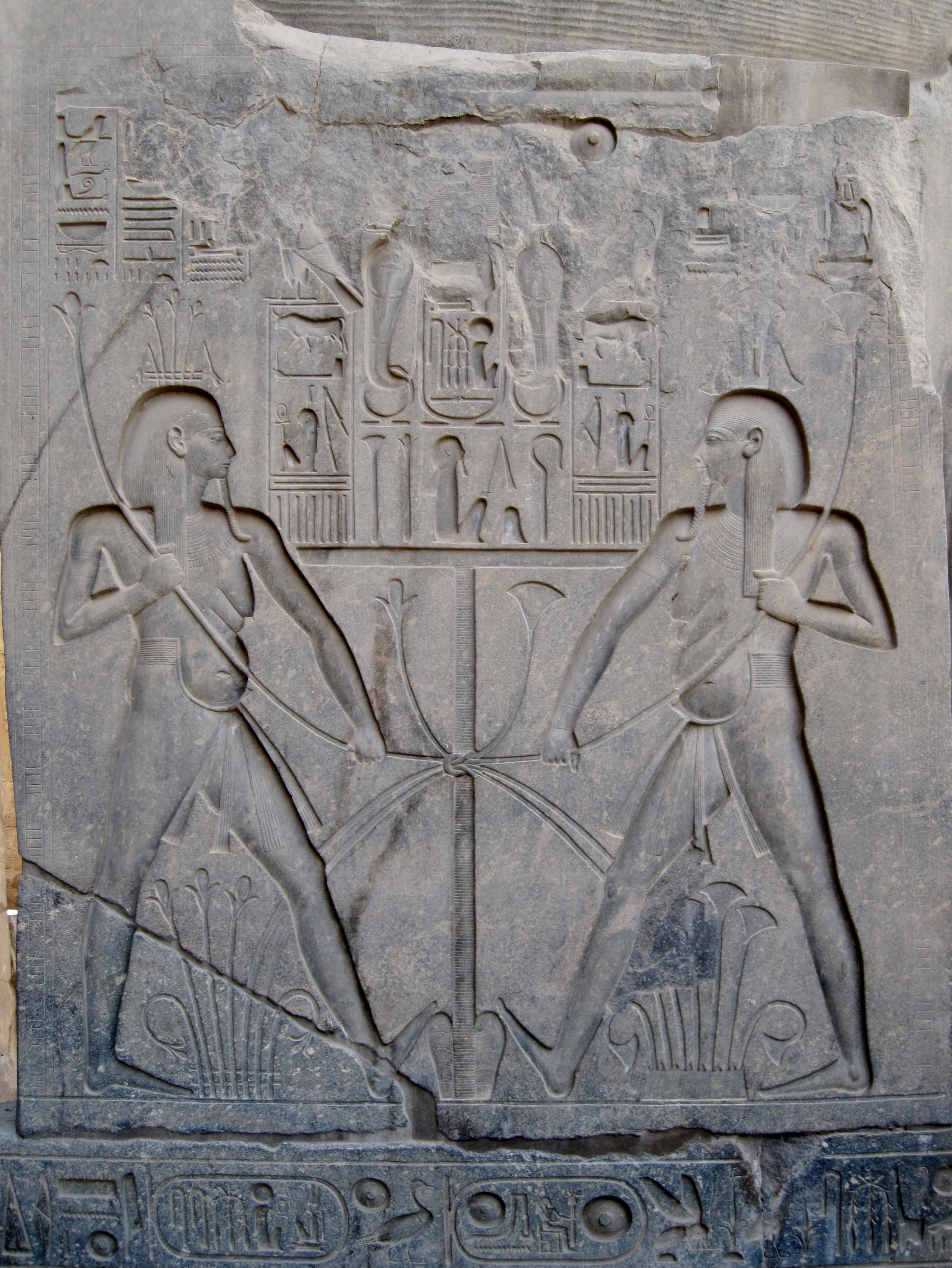
Scène de temple à Louxor, Thèbes. Hâpy attachant le papyrus et les roseaux dans le sema tawy, symbole de l'unification de la Haute et de la Basse-Égypte.
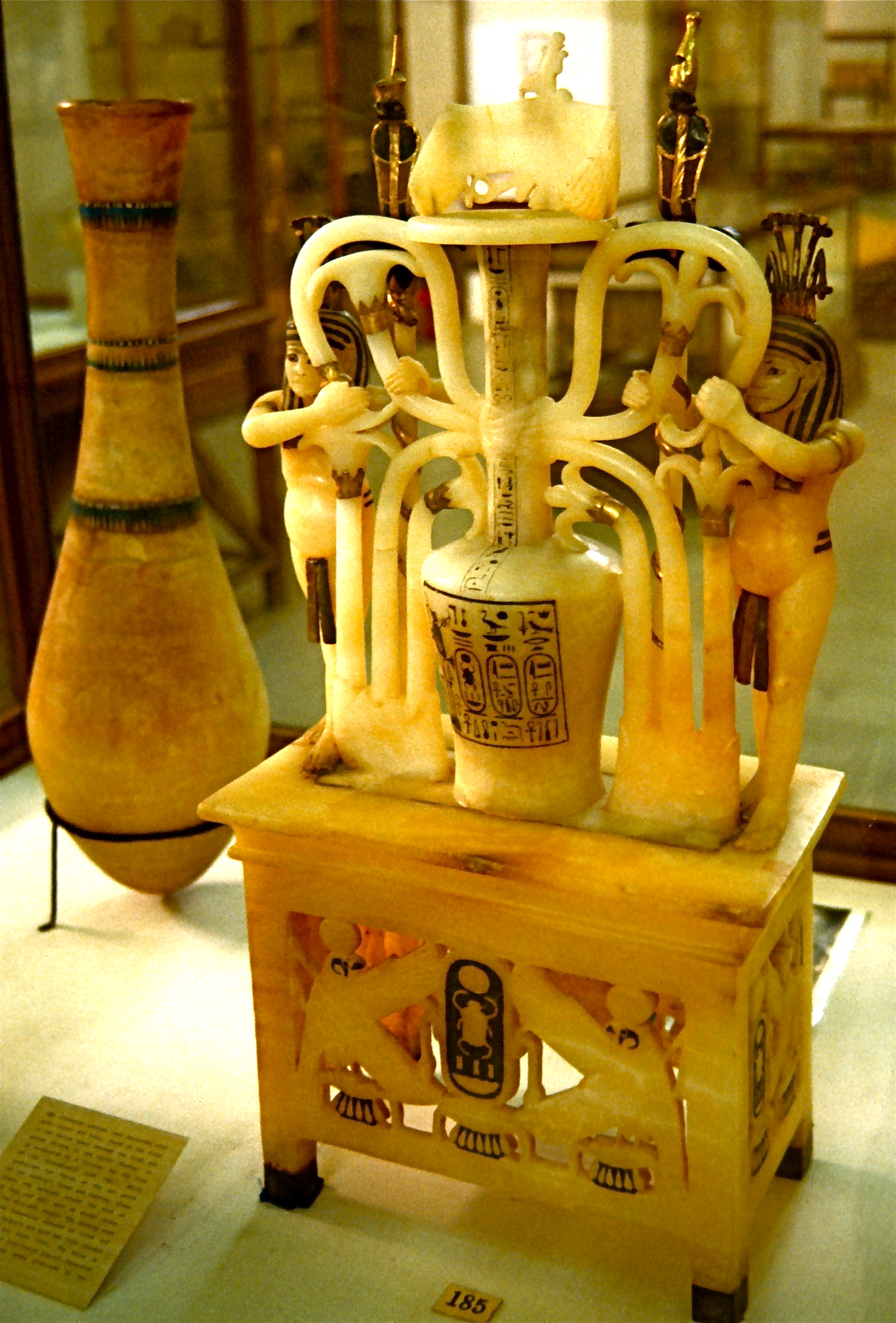
Jarre en albâtre représentant le symbole sema tawy avec Hâpy. Tombeau de Toutânkhamon.
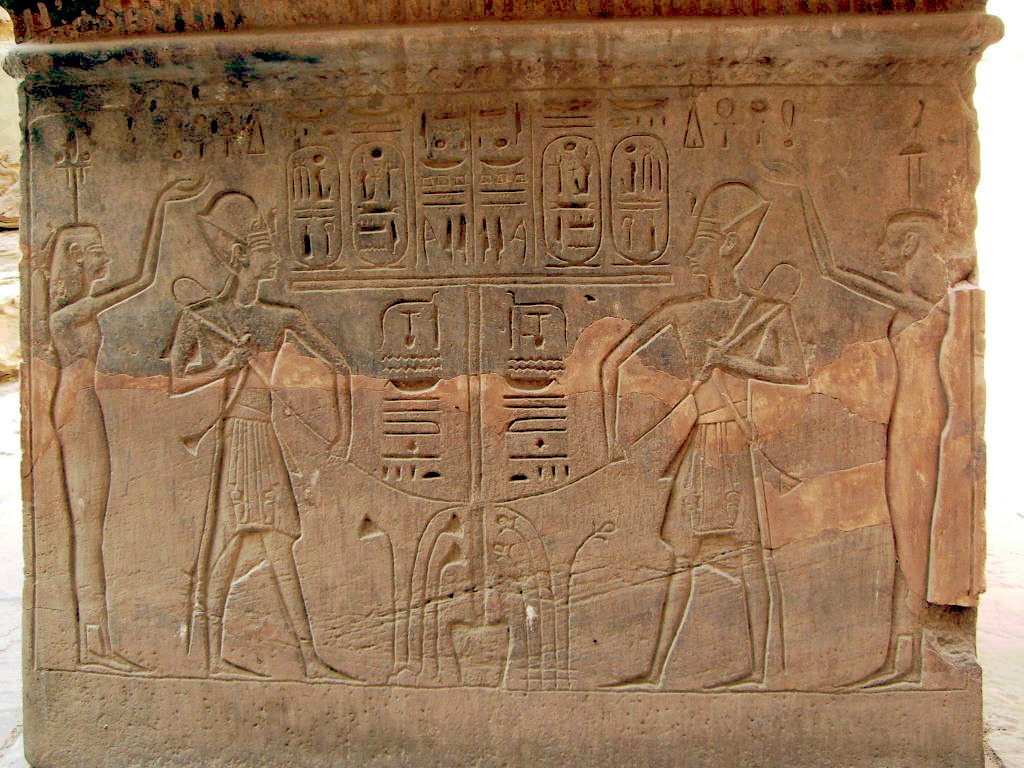
Ramsès III au temple de Khonsou.
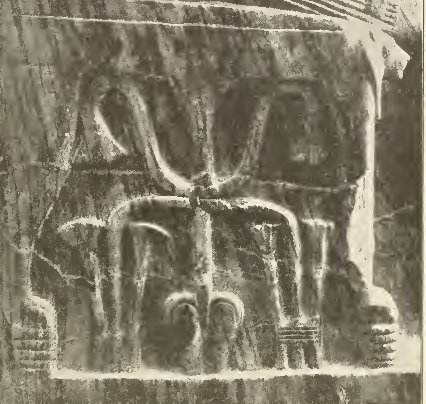
Sema tawy (sans divinités) sur le côté du trône de Khéphren.